# Fa'afafine
Les fa'afafine sont, dans les Samoa, les Samoa Américaines et les Samoa de la diaspora, des personnes assignées homme à la naissance qui ont une expression de genre féminine, ou qui sont éduqués en tant que femmes.

## Terminologie
Le mot fa'afafine comprend le causal préfixe fa a–, qui signifie « à la manière de », et le mot fafine, qui signifie « femme ». Il est apparenté linguistiquement avec des mots dans d'autres langues polynésiennes, comme le tongien fakafefine (également fakaleiti), le wallisien fakafafine, le maori whakawahine, le maori des îles Cook akava'ine, et est semblable au concept hawaïen de māhū.
Le mot d'argot samoan mala (« dévastation » dans le samoan) est  moins fréquemment utilisé pour fa'afafine.[réf. nécessaire]
Les fa'afafine tombent dans la catégorie floue qu'est la transidentité, qui recouvre une large gamme d'identités de genre trouvées partout dans le monde, et dont le flou est utile pour capter les grandes variations d'identité sexuelle qui se trouvent selon les personnes et les cultures.[réf. nécessaire]

## Dans la société de Samoa

### Perception
Cette identité de genre/rôle de genre est reconnue depuis au moins le début du XXe siècle dans la société de Samoa, et certains[Qui ?] avancent l'hypothèse qu'elle fait partie intégrante de la culture samoane traditionnelle.
Les fa'afafine sont assignés au sexe masculin à la naissance et incarnent explicitement à la fois les traits du genre masculin et du genre féminin. Leur comportement varie généralement d'une féminité extravagante à une masculinité traditionnelle.
Ce troisième genre est si bien accepté dans la culture samoane que la plupart des Samoans affirment qu'ils ont des relations d'amitié avec au moins une fa'afafine; il n'est cependant pas totalement accepté dans d'autres collectivités, comme certains groupes catholiques et par des chefs traditionnels.
Les attitudes de leurs familles diffèrent, certains parents soutenant leurs enfants fa'afafine, particulièrement parce qu'ils sont plus susceptibles de prendre soin d'eux dans leur vieillesse, n'ayant généralement pas formé de famille.

### Enfance et éducation

#### Assignation par la famille
La fa'afafine est souvent un garçon élevé en tant que fille dans une famille avec trop d'enfants mâles, les parents choisissant des enfants de sexe masculin pour les aider aux tâches ménagères. Puisque faire le ménage est strictement « travail de femmes », ces garçons accomplissant ce « travail de femmes » sont élevés en tant que fa'afafine.
Il y a peu de preuves empiriques pour soutenir cette hypothèse, que ce soit historiquement ou dans la société samoane d'aujourd'hui[réf. nécessaire].
Les fa'afafine sont parfois simplement des garçons qui ne suivent pas les règles samoanes de la masculinité, qui peuvent être exigeantes, et sont donc vite identifiés en tant qu'efféminés. Leur identité est un mélange complexe de leur propre identité de genre et du rôle sexuel qui leur est attribué par les autres.

#### Enfance
Traditionnellement, la fa'afafine reçoit l'éducation des femmes dans un Aiga (groupe familial Samoan).
Les fa'afafine disent qu'elles trouvent qu'être une fa'afafine est agréable et sont nombreuses à affirmer qu'elles « adoraient » participer aux activités des femmes quand elles étaient enfants, comme jouer avec les filles, jouer des personnages féminins au cours de jeux de rôle, s'habiller avec des vêtements féminins et de jouer avec les jouets typiques féminins. Ceci contraste avec les femmes qui ont déclaré qu'elles n'ont qu'« aimé » participer  dans ces activités quand elles étaient enfants.
Certains fa'afafine se souviennent d'avoir cru qu'elles étaient des jeunes filles dans l'enfance, et qu'elles le savaient mieux que les adultes.
Le fait d'être poussé au rôle de genre masculin est en train[Quand ?] de bouleverser de nombreuses fa'afafine. Un nombre significatif d'entre elles ont déclaré qu'elles « détestaient » les comportements masculins, tels que les jeux et les sports, même plus que les femmes lorsqu'elles étaient enfants[réf. nécessaire].

### Rôle dans la famille
Les fa'afafine sont connues pour leur travail et leur dévouement à la famille, dans la tradition samoane de tautua (en). L’idée de famille à Samoa et en Polynésie est nettement différente de celle de l'Occident et inclut tous les membres de sa (la famille communale) au sein de la fa'amatai (le système de la famille).
À Samoa, il y a rarement des moqueries ou des actes déplaisants envers un enfant biologiquement de sexe masculin qui affirme qu'il est une fille. Par exemple, une étude a montré que seule une minorité de parents (20 %) ont essayé d’empêcher leurs enfants fa'afafine d'adopter des comportements féminins.

### Relations sexuelles
Les catégories « gay » ou « homosexuel » n'existent pas dans les croyances samoanes. Les fa'afafine, en tant que troisième genre, ont des relations sexuelles presque exclusivement avec des hommes qui ne s'identifient pas comme fa'afafine, et parfois avec des femmes, mais apparemment pas avec d'autres fa'afafine. Elles sont généralement sexuellement attirés par les hommes, mais certaines se marient à des femmes (elles peuvent être socialement contraintes à le faire).

### Nombre
Il a été estimé que 1 à 5 % des Samoans s'identifient comme fa'afafine. L'Encyclopédie de la Nouvelle-Zélande Te Ara estime qu'il y a 500 fa'afafine à Samoa, et le même nombre dans la Samoa de la diaspora en Nouvelle-Zélande. Selon SBS World News (en), en 2013, il y a jusqu'à 3 000 fa'afafine qui vivent actuellement dans des Samoa.

### Dans la vie publique

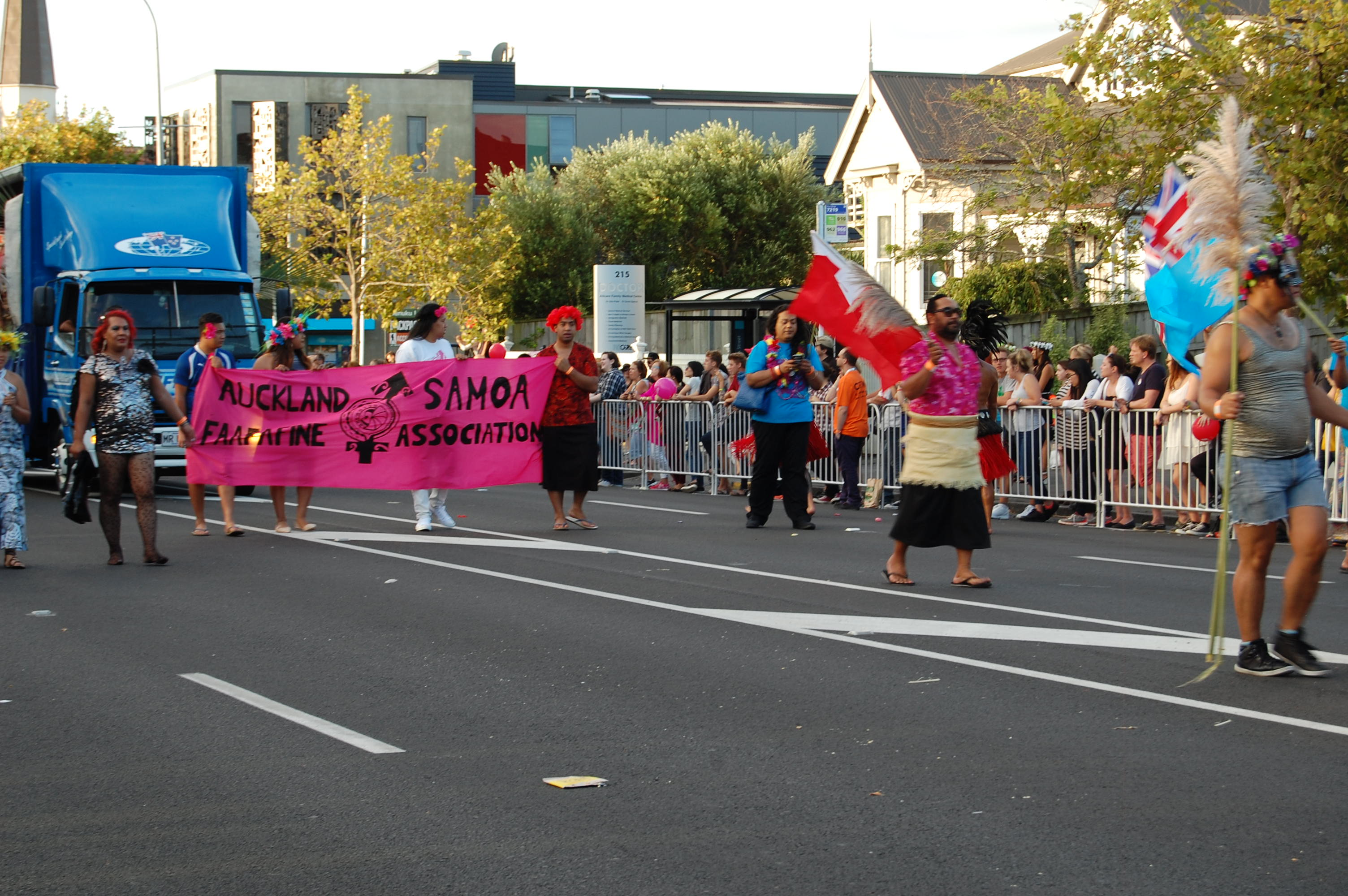
Une manifestation fa'afafine à Auckland à la marche des fiertés de 2016.

#### Organisation Fa'afafine

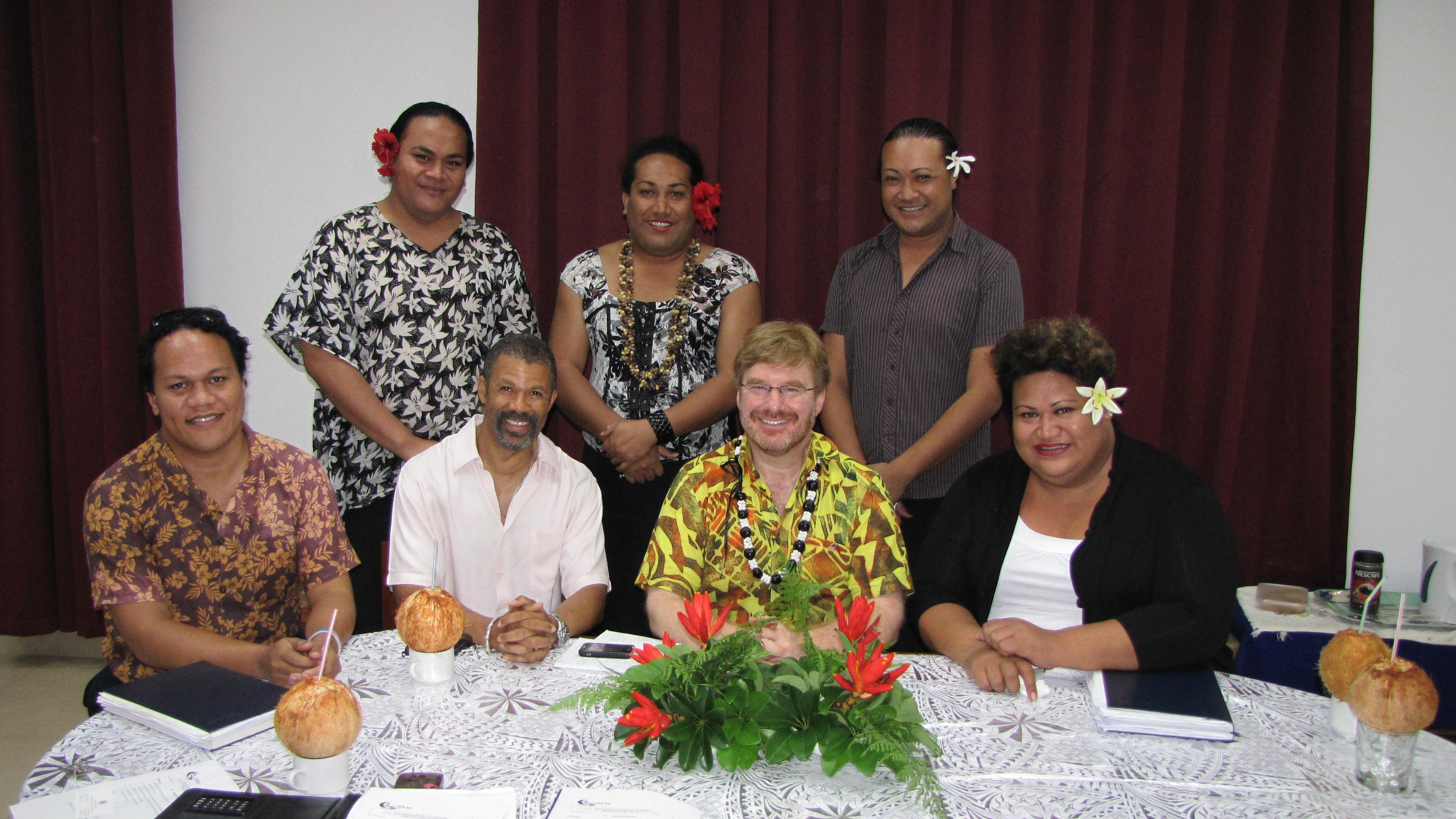
L'ambassadeur américain aux Samoa Huebner avec les dirigeantes de l'association samoane des fa'afafine.

La Société des Fa'afafine dans les Samoa américaines ou « The Sosaiete o Fa’afafine in American Samoa » (S. O. F. I. A. S) est un organisme visant à favoriser la collaboration entre les fa'afafine et les LGBTQI+, les collectivités en Samoa Américaines, région Asie-Pacifique et dans le monde. SOFIAS se décrit elle-même comme une organisation dédiée à l'équilibre entre les valeurs samoanes et les influences occidentales, et vise à promouvoir une attitude positive envers la communauté fa'afafine samoane.

#### Personnalités fa'afafine
- Edward Cowley (en) surnommé « Buckwheat » – une artiste populaire et personnalité de la télévision d'Australie.
- Fuimaono Karl Pulotu-Endemann (en) – une professionnelle de la santé, juge de paix et militante gay de la Nouvelle-Zélande. Dans le 2001 New Year Honours, Pulotu-Endemann a été fait Membre de l'Ordre du Mérite de la Nouvelle-Zélande pour services rendus à la Santé Publique.
- Shigeyuki Kihara – une artiste contemporaine dont le travail a été présenté dans de nombreuses expositions au musée et dans les galeries d'art à travers le monde. Son exposition solo, Shigeyuki Kihara: Living Photographs (2008-9), a été la première exposition contemporaine d'art samoan  du Metropolitan Museum of Art.
- Marion Malena (en) – une gagnante de plusieurs concours de beauté et interprète de Samoa Américain vivant actuellement à Seattle[12].
- Jaiyah Saelua – joueuse de football américain Samoa Saelua a été la première joueuse fa'afafine à disputer les qualifications de la compétition de la Coupe du Monde de la FIFA. Un documentaire du Royaume-Uni lui est consacré, Next Goal Wins[13],[14].
- To'oto'oali'I Roger Stanley, présidente de l'Association samoane Fa'afafine.

## Dans la fiction
- Vili Atafa, un personnage dans la pièce de théâtre A Frigate Bird Sings (1996) d'Oscar Kightley, David Fane et Nathaniel Lees[15]
- Frère Ken, un personnage de fiction en Nouvelle-Zélande, de la série d'animation Bro'Town avec David Fane (en).
- « Sugar Shirley », un personnage du roman de Sia Figiel Where We Once Belong.[réf. nécessaire]
- Jaiyah dans Une équipe de rêve de Taika Waititi.